# Jan Christensen (Künstler)
Jan Christensen (* 1977 in Kopenhagen) ist ein in Berlin und Oslo lebender Künstler und Kurator.

## Leben und Werk
1997 bis 2000 besuchte Jan Christensen das National College of Art and Design in Oslo. Er lebt und arbeitet in Berlin und Oslo.
Als Künstler bedient sich Jan Christensen des Films, der Musik, der Malerei und der Plastik, wobei Malerei und Plastik überwiegen. Aus der Graffiti-Szene Oslos kommend sind Parallelen zu seinen großflächigen Wandmalerei, die sowohl die Innenräumen der Museen und Galerien, als auch gewöhnliche Außenfassaden schmücken, erkennbar.
Allerdings entwickelt Christensen in seinen Werken eine ganz eigene Bildsprache. Dabei thematisiert er in seinen Arbeiten zum einen Sprache in Worten und Sätzen und zum anderen den Akt der Malerei selbst. Ersteres findet sich z. B. in seiner Serie Some Titles for Which I Don’t Know What to Make wieder. Letzteres in der Serie Painting Myself into a Corner.
Aufsehen erregte der Diebstahl der Leinwand Relative Value, bestückt mit Norwegischen Konen im Wert von ca. 16.000 US-Dollar, zwei Tage vor Ausstellungsende. Mit Relative Value beabsichtigte Christensen die Wertvorstellungen des Kunstmarktes gegenüber künstlerischen Arbeiten kritisch zu reflektieren und sah den Verlust der Arbeit als Investition.

## Ausstellungen (Auswahl)
Jan Christensens Werk wurde in Einzelausstellungen im Kunstnernes Hus, Oslo, dem Sørlandets Kunstmuseum, Kristiansand, dem Østfold Kunstnersenter, Fredrikstad, dem Kubus Lenbachhaus in München, dem Stenersenmuseet, Oslo, dem Stedelijk Museum voor Actuele Kunst (S.M.A.K.), Gent, Kunsthaus Baselland, Basel oder der Oslo Kunsthall, Oslo gezeigt.
Gruppenausstellungen unter anderem Momentum. The Nordic Biennial for Contemporary Art, curated by Power Ekroth & Erland Hammer, Moss, To Be with Art is All We Ask, curated by Gunnar Kvaran and Therese Möllenhoff, Astrup Fearnley Museum, Oslo, Kunstraum Kreuzberg/Bethanien, Berlin, 1. Biennale for International Light Art, Ruhr, Intensif-Station, curated by Dr. Susanne Meyer-Büser, K21 Kunstsammlung Nordrhein-Westfalen, Düsseldorf, Seoul Museum of Art, Seoul, Detroit MOCA, Detroit